# Баринев, Александр Михайлович
Александр Михайлович Ба́ринев (9 апреля 1952 — 27 февраля 2021) — советский хоккеист, нападающий. Тренер. Мастер спорта СССР.
Воспитанник ЦСКА, за который выступал в 1970—1971 гг. Также играл в СКА МВО (Калинин) и воскресенском «Химике» (1971—1972), саратовском «Кристалле» 1972—1975 гг., московском «Спартаке» (1975—1980) и австрийском «Фельдкирхе» (1980—1984). Всего в чемпионатах СССР провёл 166 матчей, в которых забросил 46 шайб. После окончания игровой карьеры тренировал австрийский «Фельдкирх», немецкие «Ратинген» и «Бад-Тёльц», московский «Спартак», подольский «Витязь».
Умер 27 февраля 2021 года.

## Достижения
- Чемпион СССР — 1976[3].
- Бронзовый призёр чемпионата СССР — 1979, 1980[3].